# Wittershagen
Wittershagen ist ein Ort, der auf der Landesgrenze zwischen Nordrhein-Westfalen und Rheinland-Pfalz liegt. Der größere nordrhein-westfälische Teil ist ein Ortsteil der Gemeinde Morsbach im Oberbergischen Kreis des Regierungsbezirks Köln, der rheinland-pfälzische Teil ist ein Ortsteil der Gemeinde Friesenhagen im Landkreis Altenkirchen (Westerwald).

## Lage und Beschreibung
In ländlicher, waldreicher Umgebung liegt Wittershagen am südlichsten Zipfel des Oberbergischen Kreises. Die Städte Gummersbach (38 km), Siegen (50 km) sowie Köln (75 km) sind die nächsten größeren Städte.
Benachbarte Orte sind Stentenbach im Norden, Wippe im Osten, und Stockshöhe im Westen. 

## Geschichte
1464 wurde der Ort das erste Mal im „Homburger Grenzweistum“ urkundlich erwähnt.
Die Schreibweise der Erstnennung war Wyterßhaen.